# Golpe de Estado na Nigéria em 1966
O golpe de Estado na Nigéria em 1966 teve início em 15 de janeiro de 1966, quando soldados rebeldes nigerianos do sul liderados por Chukwuma Kaduna Nzeogwu assassinaram 11 altos políticos nigerianos e dois soldados, bem como sequestraram outros três. Os golpistas atacaram as cidades de Kaduna, Ibadan, e Lagos e ao mesmo tempo bloquearam o rio Níger e o rio Benue por um período dois dias.
O golpe foi mal efetuado em certas partes do país e houve uma forte acusação de tribalismo. Os nortistas acusaram Nzeogwu, bem como seus companheiros golpistas, de encenar um golpe pró-ibos uma vez que a maioria dos oficiais mortos durante o golpe foram os de outra parte do país.
Antes de os golpistas serem subjugados, um alto oficial do Exército, General Johnson Aguiyi-Ironsi,  utilizou o golpe de Estado como um pretexto para encerrar a Primeira República da Nigéria. Foi a centelha que irrompeu a Guerra Civil da Nigéria.